# Sericesthis calignea
Sericesthis calignea är en skalbaggsart som beskrevs av Britton 1987. Sericesthis calignea ingår i släktet Sericesthis och familjen Melolonthidae. Inga underarter finns listade i Catalogue of Life.